# Konrad Wallenrod

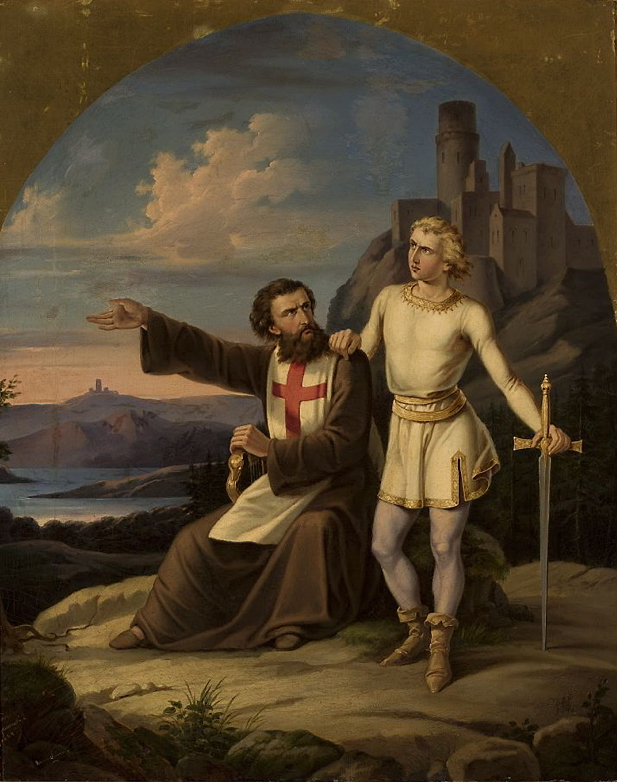
Konrad Wallenrod von Władysław Majeranowski

Konrad Wallenrod ist ein Versepos aus dem Jahr 1828 von Adam Mickiewicz, das im Deutschordensstaat und im Litauen des 14. Jahrhunderts spielt. Mickiewicz schrieb das Versepos, das den polnisch-litauischen Patriotismus anfachen sollte, vor dem Hintergrund des wachsenden Widerstands der Polen gegen die russische Herrschaft. Im November 1830 kam es dann zum ersten polnischen Aufstand seit dem Wiener Kongress, dem sogenannten Novemberaufstand.
Mickiewicz nutzte die bekannte starke historische Persönlichkeit Konrad von Wallenrode, Hochmeister des Deutschen Ordens im 14. Jahrhundert, aus, indem er ihn zur Hauptfigur seines patriotischen Epos umformte. So wird in Mickiewiczs Text Konrad Wallenrod als ein vom Deutschen Orden aufgezogener Litauer dargestellt. Er wird Hochmeister und führt die Ordensritter absichtlich ins Verderben, als er sich seiner wirklichen Herkunft bewusst wird.

## Handlung
Das Epos ist in sechs Teile eingeteilt:
Die Komture des Deutschen Ordens treffen sich in Marienburg, um einen neuen Hochmeister zu wählen. Einer der Kandidaten ist Konrad Wallenrod, der im Orden als besonders mutiger und bescheidener Ritter geschätzt wird; Ruhm erlangte er in Kreuzzügen in Palästina und gegen die Mauren. Er ist oft sichtlich traurig und hat nur einen einzigen Freund, den alten Mönch Halban.
Unschlüssig geht der Erzkomtur mit Halban und einer kleinen Gruppe spazieren. Plötzlich hören sie eine Einsiedlerin aus einem Turm eine Prophezeiung rufen, dass Konrad „das Urteil vollstrecken“ soll und „Meister werden soll, um sie zu töten“. Halban deutet dies gegenüber den anderen als göttliches Zeichen, woraufhin Konrad zum Hochmeister gewählt wird.
Trotz großen Drucks und zur Unzufriedenheit der Ritter zögert Konrad als Hochmeister den nächsten Krieg gegen Litauen immer weiter hinaus. Er trifft sich mit der im Turm eingesperrten Einsiedlerin, die sich als seine alte Geliebte herausstellt, und besingt mit ihr die unglückliche Liebe.
Auf einem großen Fest, an dem der mit dem Orden verbündete litauische Fürst Witold teilnimmt, besingt einer der Litauer die Geschichte von Walter Alf. Walter war Litauer, wurde jedoch als Junge vom Orden entführt und großgezogen, wobei er auch seinen Namen bekam. Verzweifelt sucht er oft Trost bei dem alten Litauer Wajdelot, der seinen Hass auf die Deutschen schürt. Die beiden fliehen nach Litauen, wo Walter Aldona, die Tochter von Fürst Kiejstut, heiratet. Aufgrund litauischer Niederlagen muss Walter jedoch fliehen und Aldona ins Kloster gehen. Der Litauer bricht seinen Gesang ab, worauf Konrad eine Erzählung vom Mauren Almanzor erzählt, der sich im Kampf gegen die Spanier gefangen nehmen lässt, um die feindliche Armee mit der Pest zu infizieren.
Fürst Witold entschließt sich nun, mehrere Ordensburgen zu plündern, woraufhin Konrad gegen ihn in den Krieg zieht. Der Feldzug ist jedoch schlecht vorbereitet und endet in einer verheerenden Niederlage des Ordens. Einige Ritter untersuchen daraufhin Konrads Geschichte und stellen fest, dass er der besungene Walter Alf ist (und Halban Wajdelot). Nach seiner Flucht wurde er Knappe des echten Konrad Wallenrod, ermordete diesen in Palästina und floh daraufhin nach Spanien, wo er Wallenrods Identität annahm. Ein Ordensgericht verurteilt Konrad daraufhin zum Tode.
Konrad/Walter eilt zum Turm der Einsiedlerin (Aldona) und will mit ihr fliehen, da er seine Rache vollbracht hat. Sie will dies jedoch nicht, da beide alt geworden sind und sie seine Erinnerung an ihre Jugend nicht durch ihre gealterte Erscheinung ruinieren will. Konrad trinkt darauf in seinem Zimmer vergifteten Wein. Als die Ritter, die das Urteil vollstrecken wollen, hineinkommen, fällt er tot um und zerschlägt dabei seine Lampe. Aldona sieht das ausgehende Licht in seinem Zimmer von ihrem Turm aus, deutet dies richtig und stirbt aus Verzweiflung.

## Historischer Kontext und Rezeption
Mickiewicz nutzte das historische Motiv (dessen Parallelen zur Gegenwart für die polnischen Leser offensichtlich waren), um seine politische Botschaft trotz der russischen Zensur verbreiten zu können. Dies gelang ihm, das Werk wurde die nächsten zwei Jahre enthusiastisch angenommen, bis es nach dem Novemberaufstand verboten wurde. Insbesondere die Frage der Moralität des Verrats beschäftigte die Leserschaft. Für Mickiewicz hatte dieser Konflikt auch einen autobiografischen Bezug; er war angesehener Teil der St. Petersburger und Moskauer Gesellschaft, arbeitete aber gleichzeitig mit den Philomaten und den Dekabristen zusammen. Der „Wallenrodismus“ (Patriotischer Verrat) ging ins polnische Nationalbewusstsein ein und wurde in den polnischen Aufständen des 19. und 20. Jahrhunderts zitiert. Weil es in Polen ein radikales Bewusstsein erregte, nahm Mickiewicz Abstand von seinem Versepos und beklagte, dass er nicht die finanziellen Mittel habe, alle seine gedruckten Verse zurückzukaufen.
Konrad Wallenrod wurde zweimal zu einer Oper vertont, als I Lituani (Die Litauer) von Amilcare Ponchielli (1874) und als Konrad Wallenrod von Władysław Żeleński (1885).